# Mastonia evanida
Mastonia evanida är en snäckart som beskrevs av Laseron 1958. Mastonia evanida ingår i släktet Mastonia och familjen Triphoridae. Inga underarter finns listade i Catalogue of Life.